# 27.º distrito congresional de Texas
El 27.º distrito congresional es un distrito congresional que elige a un Representante para la Cámara de Representantes de los Estados Unidos por el estado de Texas.  Según la Oficina del Censo, en 2011 el distrito tenía una población de 735 195 habitantes. Actualmente el distrito está representado por el Republicano Blake Farenthold.

## Geografía
El 27.º distrito congresional se encuentra ubicado en las coordenadas 28°46′59″N 96°50′29″O / 28.78306, -96.84139.

## Demografía
Según la Oficina del Censo de los Estados Unidos, en 2011 había 735 195 personas residiendo en el 27.º distrito congresional. De los 735 195 habitantes del distrito, 652 405 (88.7%) son blancos; de los cuales 641 636 (87.3%) eran blancos no latinos o hispanos. Además 17 320 (2.4%) eran afroamericanos o negros, 2 043 (0.3%) eran nativos de Alaska o amerindios, 8 197 (1.1%) eran asiáticos, 370 (0.1%) eran nativos de Hawái o isleños del Pacífico, 53 873 (7.3%) eran de otras razas y 11 756 (1.6%) pertenecían a dos o más razas. Del total de la población 537 103 (73.1%) eran hispanos o latinos de cualquier raza; 497 020 (67.6%) eran de ascendencia mexicana, 3 102 (0.4%) puertorriqueña y 535 (0.1%) cubana. Además del inglés, 3 144 (55.5%) personas mayor a cinco años de edad hablaban español perfectamente.
El número total de hogares en el distrito era de 236 501, y el 73.3% eran familias en la cual el 36.1 tenían menores de 18 años de edad viviendo con ellos. De todas las familias viviendo en el distrito, solamente el 49.6% eran matrimonios. Del total de hogares en el distrito, el 5 eran parejas que no estaban casadas, mientras que el 0.4% eran parejas del mismo sexo. El promedio de personas por hogar era de 3.06. 
En 2011 los ingresos medios por hogar en el distrito congresional eran de US$39 054, y los ingresos medios por familia eran de US$59 168. Los hogares que no formaban una familia tenían unos ingresos de US$64 340. El salario promedio de tiempo completo para los hombres era de US$36 959 frente a los US$28 578 para las mujeres. La renta per cápita para el distrito era de US$18 826. Alrededor del 21.8% de la población estaban por debajo del umbral de pobreza.